# Никола Илић
Никола Илић (Уб, 26. фебруар 1985 — Уб, 7. децембар 2012) био је српски кошаркаш. Играо је на позицији крилног центра.

## Биографија
По завршетку основне школе уписује Ваљевску гимназију и долази у Металац, где започиње своју каријеру. Након тога долази у Чачак где је наступао за Железничар. Једну сезону је провео у словеначкој Крки, да би 2005. године дошао у Борац Чачак.
Ту је провео три године и из сезоне у сезону је пружао све боље партије. У сезони 2007/08. био је најкориснији играч Кошаркашке лиге Србије. Наредну сезону је провео у дресу ФМП Железника. Од 2009. до 2011. носио је дрес Асесофт Плоештија, и са њима је освојио румунско првенство 2010. године.
Крајем децембра 2010. откривен му је тумор. Преминуо је 7. децембра 2012. у родном Убу.